# 刘天祺
刘天祺（1989年1月17日—），是一名中国足球运动员，现效力中国足球超级联赛球队贵州人和，司职后卫。

## 俱乐部生涯
刘天祺出生于黑龙江省鸡西市，自幼移居到辽宁省沈阳市，并开始接触足球，在庄毅足球学校学习一段时间后，又转投陕西浐灞梯队。2008年，他跟随由陕西浐灞梯队组成的陕西四达足球俱乐部西安世园队参加乙级联赛，开始足球生涯。
2009年，刘天祺被成耀东提升到陕西浐灞的一线队名单，但在2009赛季都没有获得出场机会。2010年5月9日，在塞尔维亚教练米洛拉德·科萨诺维奇被任命球队主教练后的第一场比赛，刘天祺得到出场机会。他在联赛第七轮陕西浐灞主场对阵南昌衡源的比赛首发出场，但比赛第29分钟即被忻峰换下，最终陕西0比3不敌对手。夏季转会期中，他被租借到中国足球乙级联赛新军大连阿尔滨。在2010赛季下半程，他代表球队出场10次，帮助球队以联赛冠军的成绩升级到中甲联赛。2011赛季，刘天祺继续被租借到大连阿尔滨，虽然最后几轮丧失主力位置，但最终仍在联赛中出场18次，帮助大连阿尔滨再次以联赛冠军的成绩升级到中超联赛。
2012年，刘天祺终于回归已经南迁到贵阳的贵州人和队，并得到球队主教练高洪波的重用，担任球队的主力边后卫。他在2012赛季联赛出场27次，其中24次首发，帮助球队获得联赛第四名和足协杯亚军的成绩，并历史上首次获得亚足联冠军联赛的参赛资格。